# Vojtěch Zemánek
Vojtěch Zemánek (22. dubna 1923 - ???) byl český a československý politik a poúnorový bezpartijní poslanec Národního shromáždění ČSSR a Sněmovny lidu Federálního shromáždění.

## Biografie
Ve volbách roku 1960 byl zvolen do Národního shromáždění ČSSR za Severomoravský kraj jako bezpartijní kandidát. Mandát obhájil ve volbách v roce 1964. V Národním shromáždění zasedal až do konce jeho funkčního období v roce 1968.
K roku 1968 se profesně uvádí jako vedoucí montážní čety z obvodu Vsetín.
Po federalizaci Československa usedl roku 1969 do Sněmovny lidu Federálního shromáždění (volební obvod Vsetín), kde setrval do konce volebního období, tedy do voleb v roce 1971.